# Pereric Boström
Pereric Boström, född 10 juni 1927 i Längbro församling i Örebro, död där 21 februari 2015, var rektor vid Karolinska gymnasiet, Örebro samt psalm- och sångförfattare.

## Psalmer
- Sjung, Guds folk, på pilgrimsfärden
- Tätt vid korset, Jesus kär
- Var ej bekymrad vad än som sker